# Insulin
Insulin er et peptidhormon, som regulerer kulhydraters metabolisme. Navnet insulin kommer af det latinske ord insula, der betyder ø, og hormonet hedder sådan, fordi det syntetiseres i de såkaldte beta-celler i bugspytkirtlens Langerhanske øer.
Insulin virker ved at binde sig til molekyler på celleoverflader, de såkaldte insulinreceptorer. Når insulin bindes til receptorerne, øges bl.a. transporten af glukose til cellen. Glukosetransporten ledsages af kalium-transport ind i cellen.
Patienter med type 1 sukkersyge syntetiserer ikke selv insulin, og hvis de ikke får tilført insulin udefra, dør de.
Fysiologisk er insulin menneskets vigtigste anabole hormon.

## Insulinens historie
I 1889 opdagede Oskar Minkowski og Josef von Mering en sammenhæng mellem bugspytkirtlen og diabetes. De fjernede bugspytkirtlen fra en hund og så, at den udviklede tegn på diabetes: højt indhold af sukker i blod og urin. Gentagne eksperimenter viste, at man ved at fjerne bugspytkirtlen fremkaldte diabetes.
Det var de canadiske læger Banting og Best, der i 1921 isolerede hormonet første gang. Insulin blev første gang anvendt på et menneske den 11. februar 1922. Siden er det blevet en livsnødvendig medicin for diabetespatienter.

## Insulins opbygning
Insulin er et peptidhormon (og et protein), som er opbygget af to polypeptidkæder, der kaldes A-kæden og B-kæden. A-kæden består af 21 aminosyrer, mens B-kæden består af 30. De to kæder er kovalent forbundne via to disulfidbroer. Insulinmolekyler (monomerer) er ofte forbundne i aggregater af to (dimer), eller seks (hexamer) enkeltmolekyler. Insulin lagres i kroppen som hexamerer. Det er dog monomeren, som er biologisk aktiv, og aggregaterne skal derfor nedbrydes til monomerer, før insulinet kan binde sig til insulinreceptoren.
Selv om insulin er et lille protein, har det en veldefineret tredimensionel struktur. A-kæden indeholder to alfa-helixer, der er bøjet ind imod hinanden, så kæden danner et 'U'. B-kæden indeholder én alfa-helix og en kort beta-streng.

## Insulins virkninger
- - Øger Glykogenese både i lever og muskelvæv
  - Øger glykolyse (Frayn, 2010, s. 100)
  - Øger Lipogenese
  - Øger re-estificering i adipøst væv via øget optag af FFA over membranen, grundet opreguleringen af lipoprotein lipase (LPL)
  - Nedsat glukoneogenese
  - Øger glykogen optag i skeletmuskulatur via translokation af GLUT-4 receptorer til membranen.
  - Øger glykogenoptag i adipøstvæv via translokation af GLUT-4 receptorer til membranen.
  - Nedsat lipolyse via hæmning af lipaser især hormon sensitiv lipase (HSL).
  - Nedsat Proteinsyntese

- Ovenstående medfører: lavere niveau af blodsukker og serum-Kalium, opbygning af depoter af glykogen og fedtvæv, samt vedligeholdelse af muskel- og knoglevæv.